# 弗雷瑟内
弗雷瑟内（法語：Freyssenet）是法国阿尔代什省的一个市镇，属于普里瓦区（Privas）普里瓦县（Privas）。该市镇2009年时的人口为47人。

## 人口
弗雷瑟内人口变化图示
| 数据来源：INSEE |